# Artrite reumatoide
Artrite reumatoide é uma doença autoimune de longa duração que provoca dor e inflamação nas articulações sinoviais. A dor e rigidez muitas vezes agravam-se a seguir ao descanso. É mais comum nas articulações do pulso e das mãos, afetando geralmente as mesmas articulações dos dois lados do corpo. A doença pode também afetar outras partes do corpo e causar diminuição do número de glóbulos vermelhos, inflamação à volta dos pulmões e inflamação à volta do coração. Pode também verificar-se febre e falta de energia. Muitas vezes os sintomas começam-se a manifestar gradualmente ao longo de semanas ou meses.
Embora a causa de artrite reumatoide não seja ainda clara, acredita-se que tenha origem numa combinação de fatores genéticos e ambientais. O mecanismo subjacente envolve o ataque das articulações por parte do sistema imunitário. Isto causa inflamação e rigidez da membrana sinovial e afeta o osso e cartilagem próximos. O diagnóstico tem por base os sinais e sintomas da pessoa. As radiografias e análises laboratoriais podem apoiar o diagnóstico ou excluir outras doenças com sintomas semelhantes. Entre as doenças com sintomas semelhantes estão o lúpus eritematoso sistémico, artrite psoriática e fibromialgia, entre outras.
O objetivo do tratamento é diminuir a dor, diminuir a inflamação e melhorar a mobilidade geral da pessoa. Podem ser recomendadas medidas como o equilíbrio entre descanso e exercício e o uso de ortóteses ou de outros aparelhos de apoio. São frequentemente prescritos medicamentos para o alívio de sintomas, como analgésicos, esteroides e anti-inflamatórios não esteroides. Para atrasar a progressão da doença pode ser administrado um grupo de medicamentos denominado medicamentos antirreumáticos modificadores da doença (DMARDs). Entre este grupo estão medicamentos como a hidroxicloroquina e o metotrexato. Os DMARDs biológicos são usados nos casos em que a doença não responde a outros tratamentos, uma vez que apresentam uma proporção significativa de efeitos adversos. Em algumas situações pode ser necessária cirurgia para reparar, substituir ou fundir articulações. Não há evidências que apoiem a eficácia de maior parte dos tratamentos de medicina alternativa.
A artrite reumatoide afeta entre 0,5 e 1% dos adultos nos países desenvolvidos, onde em cada ano entre 5 e 50 por cada 100 000 pessoas desenvolvem a doença. O aparecimento da doença é mais frequente durante a meia idade e prevalência é 2,5 vezes maior entre as mulheres. Em 2013 foi a causa de 38 000 mortes em todo o mundo, um aumento em relação às 28 000 de 1990. A primeira descrição conhecida da doença foi feita em 1800 pelo cirurgião francês Augustin Jacob Landré-Beauvais. O termo artrite reumatoide tem origem nos termos gregos para articulações aquosas e inflamadas.

## Sinais e sintomas

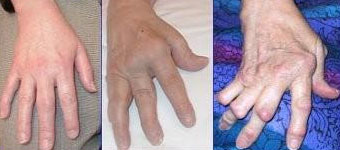
Mãos acometidas por lesões da artrite reumatoide

Frequentemente acomete inúmeras articulações tais como punhos, mãos, cotovelos, ombros, e pescoço; podendo levar à deformidades e limitações de movimento permanentes. É geralmente simétrica e as articulações afetadas podem apresentar sinais inflamatórios intensos, tais como: edema, calor, rubor e dor, além de rigidez matinal. Os sintomas extra-articulares mais comuns são: anemia, cansaço extremo, perda de apetite, perda de peso, pericardite, pleurite e nódulos subcutâneos.

## Fisiopatologia
Existem várias hipóteses para seu surgimento (infecciosa, hereditária, endócrina, imunológica, psicogênica…) porém sua verdadeira origem permanece polêmica. Provavelmente existem fatores genéticos pois há um risco 6 vezes maior em parentes de primeiro grau e 30 vezes maior em gêmeos monozigóticos comparado com o resto da população (~1%). A hipótese infecciosa aponta o efeito cronificador que a rubéola, a hepatite B e arbovírus e a quantidade elevada de antígenos de Epstein-Barr nos portadores. Essa doença é resultado do autoataque das células imunológicas que entram nos tecidos, e no líquido sinovial causando um intenso processo inflamatório e produzindo enzimas, citocinas e anticorpos.

## Diagnóstico
O diagnóstico tem por base os sinais e sintomas da pessoa. As radiografias e análises laboratoriais podem apoiar o diagnóstico ou excluir outras doenças com sintomas semelhantes.
A aparição dos sintomas normalmente é gradual, pacientes normalmente apresentam apenas um pequeno número de juntas com algum inchaço, sensação de rigidez pela manhã, e sintomas semelhantes aos da gripe. O envolvimento de juntas no início da doença pode ser assintomático. Esses fatores tornam o diagnóstico inicial desafiador, diagnóstico este que, aliado a tratamento nos estágios iniciais da doença, tem forte correlação com a probabilidade de remissão da doença - alguns estudos apontam uma janela de oportunidade de 3 ou 6 meses a partir da aparição dos sintomas.
Para se fazer o diagnóstico de artrite reumatoide é necessário que estejam presentes quatro ou mais dos seguintes critérios.[carece de fontes?]
- Rigidez matinal (dificuldade de movimentação ao acordar)com duração superior a uma hora por dia.
- Artrite de três ou mais áreas, com sinais inflamatórios
- Artrite das articulações das mãos ou punhos (Pelo menos 1 área com edema em punho, metacarpofalangeana ou interfalangeana proximal)
- Artrite simétrica - Envolvimento simultâneo bilateral (para as metacarpofalangeanas e interfalangeanas proximais, não precisa haver simetria perfeita)
- Nódulos reumatoides
- Fator reumatoide sérico positivo
- Alterações radiográficas, tais como: erosões ou descalcificações articulares.

Para que os 4 primeiros critérios sejam válidos, é necessário que perdurem por, no mínimo, 6 semanas.[carece de fontes?]

## Tratamento
O tratamento tem maior efeito quando instituído precocemente, nos primeiros meses de aparecimento dos sintomas, para impedir a progressão da doença evitando assim possíveis deformidades permanentes. Os objetivos do tratamento geralmente são: prevenir lesões articulares, melhorar a qualidade de vida e diminuição da dor.
O tratamento medicamentoso baseia-se no uso de medicamentos para alívios dos sintomas e as drogas que modificam o curso da doença, as chamadas DMARDs. Com relação aos  primeiros é possível citar os anti-inflamatórios não esteroides (AINEs) e os corticoides, e no segundo caso: hidroxicloroquina, cloroquina, sulfasalazina, metotrexato, leflunomide, azatioprina, ciclosporina e outros.
O diagnóstico e a instituição de um tratamento precoce sob a orientação de profissionais capacitados permite que o paciente tenha uma vida normal e sem limitações na grande maioria dos casos.
Cirurgias podem ser feitas mesmo nos estágios iniciais da doença. Tem por objetivos principais  alívio da dor e recuperação da funcionalidade.

### Tratamento fisioterapêutico
Diversos recursos da Fisioterapia podem ser utilizados como a termoterapia, a eletroterapia, a cinesioterapia (principalmente exercícios e alongamentos) A hidroterapia é um dos principais recursos utilizados, através de diversas modalidades como o Método Bad Ragaz, a balneoterapia e a talassoterapia. Terapias manuais aliviam a dor e proporcionam bem estar ao paciente. A indicação de órteses pelo fisioterapeuta é importante para manter a funcionalidade e alinhar corretamente as estruturas acometidas.

### Tratamento terapêutico ocupacional
O terapeuta ocupacional pode utilizar técnicas cinesioterápicas, associadas as atividades funcionais e intencionais (cinesioatividades) para melhorar a autonomia do paciente com artrite. Esse tratamento tem como objetivo a manutenção e/ou o aumento da mobilidade articular, aumento da força muscular e das habilidades funcionais para o desempenho de atividades da cotidianas, destacando a integração dos elementos: motor, cognitivo, psíquico, sensitivo e perceptivo. Proporcionando ações intencionais, reais e aprendidas, que favorecem a consciência e domínio corporal. Esse tratamento é baseado nas necessidades de cada indivíduo, o que diferencia a prática e conduta do profissional.
Terapeutas ocupacionais podem avaliar, prescrever e treinar o uso de órteses e adaptações, que podem ser de alta ou de baixa tecnologia dependendo da necessidade e de questões financeiras. O treino e uso de órteses tem como objetivo a manutenção ou melhoramento da condição funcional (autonomia no dia-a-dia), corrigir a postura, alinhar a estrutura comprometida, prevenir deformidades e diminuir a dor.

## Prognóstico
Fatores relacionados a mau prognóstico:
- Idade precoce de início
- Altos títulos do Fator reumatoide e anti-CCP
- Provas de função inflamatória elevadas persistentemente
- Artrite em mais de vinte articulações
- Comprometimento extra-articular: nódulos reumatoides, síndrome de Sjogren, episclerite, esclerite, doença pulmonar intersticial, pericardite, vasculite sistêmica
- Erosões detectáveis radiograficamente já nos dois primeiros anos de actividade da doença

## Epidemiologia
A artrite reumatoide é uma doença que acomete mais os indivíduos do sexo feminino (de 3 a 5 vezes mais do que os do sexo masculino). E tem seu pico de incidência entre 40 e 70 anos. Afeta de 0,6% a 2% dos adultos representando entre 90% e 100% dentre as artrites.[carece de fontes?]